# Giochi giovanili dell'Asia dell'est
I Giochi giovanili dell'Asia dell'est sono una manifestazione sportiva multidisciplinare organizzata sulla falsariga dei Giochi asiatici, dedicata ad atleti juniores.
I Giochi sono organizzati sotto la supervisione del Consiglio Olimpico d'Asia (COA, ufficialmente Olympic Council of Asia - OCA).

## Paesi partecipanti
- Cina
- Hong Kong
- Giappone
- Macao
- Mongolia
- Corea del Nord
- Corea del Sud
- Taipei cinese

## Edizioni
| Edizione | Anno | Sede       | Nazioni partecipanti | Discipline | Vincitore |
| -------- | ---- | ---------- | -------------------- | ---------- | --------- |
| I        | 2023 | Ulan Bator | 7                    | 11         | Cina      |
| II       | 2027 | Jeonju     |                      |            |           |

## Discipline
I Giochi giovanili dell'Asia dell'est includono un programma di 11 discipline,:
|                     | 2023 | 2027 |
| ------------------- | ---- | ---- |
| Atletica leggera    | ●    | ●    |
| Badminton           | ●    | ●    |
| Calcio              | ●    | ●    |
| Esports             | ●    | ●    |
| Judo                | ●    | ●    |
| Lotta               | ●    | ●    |
| Pallacanestro/3x3   | ●    | ●    |
| Pallavolo           | ●    | ●    |
| Pugilato            | ●    | ●    |
| Tennis tavolo       | ●    | ●    |
| Taekwondo           | ●    | ●    |
| Totale per edizione | 11   | TBD  |

## Medagliere
| Posiz. | Nazione       | Oro | Argento | Bronzo | Totale |
| ------ | ------------- | --- | ------- | ------ | ------ |
| 1      | Cina          | 38  | 32      | 19     | 89     |
| 2      | Giappone      | 22  | 7       | 13     | 42     |
| 3      | Corea del Sud | 11  | 21      | 24     | 56     |
| 4      | Taipei cinese | 11  | 10      | 21     | 42     |
| 5      | Mongolia      | 3   | 13      | 28     | 44     |
| 6      | Hong Kong     | 3   | 5       | 12     | 20     |
| 7      | Macao         | 0   | 0       | 0      | 0      |
| Totale | Totale        | 88  | 88      | 117    | 293    |